# Droit des brevets
 (août 2013).
Pour l’article homonyme, voir Brevet#Droit.
Le droit des brevets est l'ensemble des lois et décrets qui encadrent l'exclusivité d'exploitation des inventions. Il a pour objectif d'encourager la recherche dans le domaine de la technique afin de générer de l’innovation. 

## Droit des brevets par pays

### Suisse
La principale loi traitant du droit des brevets en Suisse est la Loi fédérale du 25 juin 1954 sur les brevets d'invention (LBI) ainsi que l'Ordonnance du 19 octobre 1977 relative aux brevets d'invention (OBI), textes téléchargeables sur le site de l'administration fédérale.
Les brevets sont révocables, périssables (à défaut du paiement de la taxe), ils permettent d'interdire aux tiers d'utiliser l'invention, ils nécessitent une publication et ils donnent une protection durant 20 ans.
On accorde une protection aux inventions, qui supposent la création de quelque chose de nouveau qui n'existait pas auparavant, mais pas aux découvertes, qui sont la révélation d'un phénomène existant dans la nature.

### France
La première législation qui abolit les systèmes arbitraires de privilèges royaux et monopoles corporatistes et qui protège les inventeurs, date de la loi du 7 janvier 1791 votée par l'Assemblée constituante qui garantit à l'inventeur le monopole de fabrication de son invention pendant quinze ans.
La loi du 5 juillet 1844 rompt avec le système du premier inventeur, le premier déposant ayant désormais la priorité. En pleine Révolution industrielle, la Convention de Paris sur la protection de la propriété intellectuelle, signée le 20 mars 1883, protège le déposant dans les autres pays signataires de la convention.
La loi de 1844 est remplacée par la loi du 2 janvier 1968, 13 juillet 1978, 27 juin 1984 et 26 novembre 1990.